# 303高地屠杀
303高地屠杀（韓語：303 고지 학살 사건）是指朝鲜战争中，于1950年8月17日发生在韩国庆尚北道漆谷郡倭馆邑的朝鮮人民軍屠杀美军战俘事件。

## 经过
在釜山環形防禦圈战役中，有41名美军战俘被朝鲜人民军用机枪射杀。这41名美军战俘是骑一师第五骑兵团二营旗下的官兵，在庆尚北道大邱市一带被朝鲜人民军俘虏。
据幸存者的说法，在15日早晨，H连迫炮排发现有敌人在303高地周边出没，上报后上级说会有60名韩军来支援他们。之后没多久有人看到T-34坦克和200名士兵在靠近，一支巡逻队去喊话结果被射击。但是指挥官仍认为那是友军，之后一直接近到能看到帽子上的红星的距离时，人民军迅速包抄了他们，于是指挥官下令投降。一开始他们被告知如果表现良好会送他们去战俘营。他们被绑起，衣服鞋子被脱掉，财物被拿走。16日美军发动了700人规模的反击想夺回山头。16日晚上G连的战俘们逃跑了，守卫带走了五名战俘，无人知道他们的命运。这天又带来了些战俘使得山上的战俘达到45人，但有一名幸存者说有67人而且认为多出的人都在别处被处决了。17日14时在美军飞机使用燃烧弹轰炸山头后，一名军官说无法再带着这些战俘，于是开始用冲锋枪向跪着的美军开枪射击。一名朝鲜战俘说50名守卫全部参与了行动，但是幸存者说是由14名士兵下的手。之后美军很快夺回了山头并发现了战俘尸体。

## 后续
早在1950年7月28日，金策、崔容坤等朝鲜人民军司令官下达文件，宣布杀害战俘的行为被“严格禁止”。朝鲜人民军第3师师长李勇浩指示将该命令传达到该师的部队时，命令被联合国情报机构截获并证实。
此事发生后，朝鲜人民军总部于同年8月16日下达了内容类似，但更为严厉的命令，并且强调了对俘虏的“教育和治疗”。

## 评价
历史学家现在一致认为，此事件和其他一些屠杀战俘的行为是由“有犯罪冲动的，不受控制的小单位或个人犯下的”。历史学家T. R. Fehrenbach认为朝军的这种倾向是出于二战期间在压抑感很强的日军中熏陶的结果。

### 引用
1. ↑  Chinnery 2001, p. 23
2. ↑  Fehrenbach 2001, p. 136
3. ↑  Appleman 1998.
4. ↑  Alexander 2003, p. 144